# Tipula (Schummelia) hinayana
Tipula (Schummelia) hinayana is een tweevleugelige uit de familie langpootmuggen (Tipulidae). De soort komt voor in het Oriëntaals gebied.